# Saint-Joseph-Atoll
Das Saint-Joseph-Atoll ist ein unbewohntes Atoll im Indischen Ozean und gehört zur Inselgruppe der Amiranten und somit zu den Outer Islands der Seychellen. 
Das oval-geformte Atoll ist etwa 7 km lang, 4,4 km breit und weist eine Fläche von 22,53 km² auf, wovon 4,8 km² auf die Lagune und nur 1,39 km² auf die Inseln des Atolls verteilt sind. Der große Rest wird vom Korallenriff sowie von Sandbänken eingenommen. Die Lagune ist bis zu 6,4 Meter tief. Nur im Nordwesten in der Passe Lerein Fin können kleine Boote bei Hochwasser in die Lagune einfahren.
Auf den größeren Inseln des Atolls wurden Kokospalmen gepflanzt, zudem wachsen Kasuarinen.
Nordwestlich des Atolls liegt die durch einen etwa 60 Meter tiefen und 1,1 Kilometer breiten Meeresarm getrennte Koralleninsel D’Arros, auf welcher sich ein Hotel sowie ein Flugplatz befinden.

## Inseln
Größte Insel des Atolls ist Saint Joseph Island im Südosten, gefolgt von Fouquet unmittelbar nordwestlich davon, Ressource ganz im Nordwesten, sowie Benjamin im Süden.
Die Anzahl der Inseln ist nicht genau anzugeben.
Die Verfassung der Seychellen nennt insgesamt 14 Inseln auf dem Atoll:
1. Saint Joseph
2. Île aux Fouquets
3. Ressource
4. Petit Carcassaye
5. Grand Carcassaye
6. Benjamin
7. Bancs Ferrari
8. Chiens
9. Pélicans
10. Vars
11. Île Paul
12. Banc de Sable
13. Bancs aux Cocos
14. Île aux Poules

Einige davon dürften jedoch kaum mehr als Sand- oder Korallenbänke sein, wie auch aus den Namen wie Bancs Ferrari hervorgeht. Einige namhafte Quellen erwähnen folgerichtig eine kleinere Anzahl von Inseln, wie etwa die Sailing Directions (Enroute) Vol. 171 acht Inseln. Außerdem verändern besonders die kleineren Inseln laufend ihre Form, und wachsen teilweise zusammen. Die Carcassaye-Inseln beispielsweise sind mit dem südlichen Teil der Hauptinsel Saint Joseph verbunden.